# Jacob Glas (Unihockeyspieler)
Jacob Glas  (* 2. Juli 1993) ist ein schwedischer Unihockeyspieler, der beim Nationalliga-B-Verein UHC Kloten-Dietlikon Jets unter Vertrag steht und an den Nationalliga-A-Verein UHC Waldkirch-St. Gallen verliehen ist.

## Karriere

### BK Sundsvall
Während der Saison 2009/10 debütierte Glas in der zweiten Mannschaft des BK Sundsvall in der Division 4. In der darauffolgenden Saison absolvierte er das erste Spiel für die in der Division 2 spielenden Herrenmannschaft, während er zudem weiterhin im Nachwuchs zum Einsatz kam. 2011/12 verbrachte er grösstenteils bei der ersten Mannschaft und absolvierte lediglich 3 Partien für die Nachwuchsmannschaft.

### Sundsvall City IBC
Die nächsten drei Jahre spielte er für den in der Division 2 spielenden Verein Sundsvall City IBC.

### Granlo BK
2014 wurde Glas vom SSL-Verein Granlo BK unter Vertrag genommen. Für Granlo absolvierte er lediglich eine Partie in der höchsten Spielklasse. Er spielte mit einer Doppellizenz für den Ankarsvik BK.

### Ankarsvik BK
2015 wechselte der Rechtsausleger fix zum Ankarsvik BK.

### Storvreta IBK
Nach zwei Jahren in Ankarsvik wechselte er zum SSL-Verein Storvreta IBK. Bei Storvreta spielte er insgesamt vier Jahre, kam jedoch nicht über die Rolle des Ergänzungsspielers hinaus.

### UHC Kloten Dietlikon Jets
Das Sportmedium ProFloorball vermeldete am 12. Mai 2020 den Transfer des Verteidigers zum Schweizer Nationalliga-B-Vertreters UHC Kloten-Dietlikon Jets. Die Jets kommunizierten am Tag darauf den Transfer des Schweden.

### UHC Waldkirch-St. Gallen
Aufgrund des Saisonunterbruchs wegen der Corona-Pandemie wurde der Verteidiger von Nationalliga-A-Vertreter temporär verpflichtet. Der Rechtsausleger soll insbesondere die Qualität in der Breite erhöhen. Sein Engagement bei UHC Waldkirch-St. Gallen ist bis auf den Zeitpunkt der Wiederaufnahme der Nationalliga-B-Meisterschaft beschränkt. Am Samstag, 16. Januar 2021 stand Glas erstmals im Kader der St. Galler beim Spiel gegen den HC Rychenberg Winterthur. Im letzten Drittel wurde Glas in der dritten Linie eingewechselt.